# Echinocardium capense
Echinocardium capense is een zee-egel uit de familie Loveniidae.
De wetenschappelijke naam van de soort werd in 1907 gepubliceerd door Theodor Mortensen.